# Helch-Reaktion
Die Helch-Reaktion ist in der Pharmazie ein qualitatives Nachweisverfahren für organische Stickstoffbasen (Arzneistoffe wie Pentetrazol, Phenazon und Pilocarpin), die in Wasser und organischen Lösungsmitteln gut löslich sind. Mit Wasserstoffperoxid, Kaliumdichromat und Schwefelsäure entstehen Addukte mit blauvioletter Farbe, die in Chloroform löslich sind. Statt Chloroform kann als organische Phase auch Benzol benutzt werden.